# Leptotarsus (Habromastix) cunninghamensis
Leptotarsus (Habromastix) cunninghamensis is een tweevleugelige uit de familie langpootmuggen (Tipulidae). De soort komt voor in het Australaziatisch gebied.